# Малая Сидорова
Малая Сидорова — деревня в Кудымкарском районе Пермского края. Входила в состав Белоевского сельского поселения. Располагается западнее от города Кудымкара. Расстояние до районного центра составляет 42 км. По данным Всероссийской переписи населения 2010 года, в деревне проживало 43 человека (25 мужчин и 18 женщин).

## История
По данным на 1 июля 1963 года, в деревне проживало 152 человека. Населённый пункт входил в состав Кувинского сельсовета.